# Communes de la province de Massa et Carrare
- Haut – A
- B
- C
- D
- E
- F
- G
- H
- I
- J
- K
- L
- M
- N
- O
- P
- Q
- R
- S
- T
- U
- V
- W
- X
- Y
- Z

## A
- Aulla

## B
- Bagnone

## C
- Carrare
- Casola in Lunigiana
- Comano

## F
- Filattiera
- Fivizzano
- Fosdinovo

## L
- Licciana Nardi

## M
- Massa
- Montignoso
- Mulazzo

## P
- Podenzana
- Pontremoli

## T
- Tresana

## V
- Villafranca in Lunigiana

## Z
- Zeri